# Eubulides de Mileto

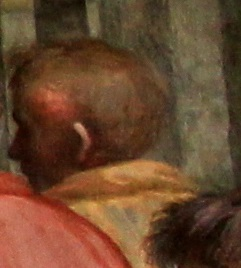
Frequentemente atribuído a Eubulides de Mileto na Escola de Atenas.

Eubulides de Mileto foi um filósofo grego da escola megárica, discípulo de sucessor de Euclides de Mégara, que viveu no Século IV a.C.. Segundo Diógenes Laércio e Plutarco, foi ele quem ensinou a dialética a Demóstenes. Suas obras, se é que as escreveu, não chegaram aos nossos dias. Os seus detratores apresentam-no como um dialético sutil que, como Euclides e os eleatas, se apoiava sobre a unidade do ser permanente e idêntico para estabelecer a contradição inerente aos fenômenos e a tudo que não é a substância.